# Марс (Черниговская область)
Марс (укр. Марс) — село в Семёновском районе Черниговской области Украины. Население 30 человек (согласно переписи населения 2000 года) или 5 человек, согласно словам журналистов.. Занимает площадь 0,16 км².
Код КОАТУУ: 7424782005. Почтовый индекс: 15432. Телефонный код: +380 4659.

## Название
По легенде (в Семеновском музее есть упоминание с тогдашней советской газеты) название селу дали в 1924 году, когда было «великое противостояние Марса». В то время это событие приобрело значительную огласку.

## Власть
Орган местного самоуправления — Ивановский сельский совет. Почтовый адрес: 15432, Черниговская обл., Семёновский р-н, с. Ивановка, ул. Новая, Тел.: +380 (4659) 2-43-67.

## Интересный факт
1 февраля 2019 журналисты "Украинской правды" совместно с компанией "Electrocars" заехали в село на Tesla Model S, сфотографировали автомобиль на фоне названия села Марс, опубликовали снимок в twitter и тегнули Илона Маска, пошутив, что они опередили Илона и первыми попали на Марс (Илон Маск хоть и запустил своего родстера Тесла к Марсу, но его автомобиль не попал к Марсу. См. Tesla Roadster Илона Маска). Дословный текст твита: «Tesla Model S находится в украинской деревне Марс. Как тебе это нравится, @elonmusk? Похоже, мы победили тебя». Это было отсылкой к популярному интернет-мему «Как тебе такое, Илон Маск?». Маск долгое время не реагировал на многочисленные твиты с таким вопросом, но эту шутку он оценил и оставил короткий, но красноречивый комментарий на английском: “Whoa cool” («Ух ты, круто!»).